# Полоз (демонологія)
Полоз – змієподібна істота в українській міфології. Постає в особі надзвичайно великого вужа, злого духа. Не плутати з Величним Полозом – одного з лісових персонажів «Уральських казок».  Невеликий опис та перекази з народу надає Володимир Гнатюк, український етнограф. 

## Образ полоза
Полозами називалися незвичайно великі вужі, що ховалися десь над Дніпром у неприступних скелях разом із білими та чорними орлами. Чоловіка полоз охоплював хвостом і душив, але міг і живцем проликати.
Інші вважають, що Полоз виводиться у великих ріках та болотах та досягає довжини, як стовп. В цій версії Полоз людину не чіпає, але худобі робить багато шкоди.

## Способи перемогти полоза
Щоб спалити полоза, потрібно було обирати вдалий за погодою день: не в хмарний, а сонячний. Якщо доводилося тікати, то треба було бігти проти сонця – блиск сонця осліплював полоза і він нічого не бачив.
Щоб застрелити полоза, потрібно було цілити в білу лату під горлом – вразливе місце величезного вужа. В інші місця куля його не брала.